# 塞諾拜特岩
塞諾拜特岩（英語：Cenobite Rocks），是南極洲的岩石，位於阿德萊德島西南岸，處於阿德里亞索拉角西北面9公里，在1963年由英國南極名稱諮詢委員會命名，現時由南極條約體系管理。